# Titularbistum Arabissus
Arabissus (ital.: Arabisso) ist ein Titularbistum der römisch-katholischen Kirche.
Es geht zurück auf ein früheres Bistum der antiken Stadt Arabissos in der römischen Provinz Cappadocia bzw. in der Spätantike Armenia minor in der heutigen östlichen Türkei. Das Bistum gehörte der Kirchenprovinz Melitene an.
| Titularbischöfe von Arabissus |                                 |                                                                                   |                    |                  |
| Nr.                           | Name                            | Amt                                                                               | von                | bis              |
| 1                             | Placide Louis Chapelle          | Weihbischof in Santa Fe (New Mexico, USA)                                         | 21. August 1891    | 12. Mai 1893     |
| 2                             | Guglielmo Stagno di Alcontres   |                                                                                   | 12. Juni 1893      |                  |
| 3                             | Manuel Segundo Ballón           | Weihbischof in Lima (Peru)                                                        | 11. August 1909    | 1923             |
| 4                             | Stephen Peter Alencastre SSCC   | Apostolischer Koadjutorvikar, Apostolischer Vikar der Sandwichinseln Hawaii (USA) | 29. April 1924     | 9. November 1940 |
| 5                             | Albert Henri Charles Breton MEP | emeritierter Bischof von Fukuoka (Japanisches Kaiserreich/Japan)                  | 12. Mai 1941       | 12. August 1954  |
| 6                             | Peter Francis Rayappa           | emeritierter Bischof von Kumbakonam (Indien)                                      | 20. September 1954 | 27. April 1973   |